# Vâjâitoarea
Vâjâitoarea – wieś w Rumunii, w okręgu Vrancea, w gminie Tătăranu. W 2011 roku liczyła 220
mieszkańców.